# Верлин, Якоб
Якоб Верлин (нем. Jacob Werlin; 10 мая 1886, Андриц, Австро-Венгрия — 23 сентября 1965, Зальцбург) — автомобильный дилер, друг и соратник Адольфа Гитлера.

## Биография
Верлин окончил начальную, среднюю и коммерческую школу в Граце. В 1903 году он был принят на работу на автомобильный завод Puchwerke в Граце, а с 1910 года был руководителем филиала этой компании в Будапеште. С 1914 по 1917 годы принимал участие в Первой мировой войне в составе австрийской армии в качестве добровольца.
С 1917 по 1921 год был руководителем филиалов компаний Hansa-Lloyd в Германии и Gemeinschaft Deutscher Automobilfabriken в Эссене. С 1921 года он руководил торговым представительством компании Benz & Cie. в Мюнхене  (в 1925 году компания стала частью Daimler-Benz). В 1923 году Верлин познакомился с Адольфом Гитлером и продал ему автомобиль Mercedes-Benz 60 hp. В дальнейшем благодаря Верлину Mercedes-Benz стал любимой автомобильной маркой Гитлера. 
Верлин был большим поклонником Генри Форда, и полагал, что Германии нужен свой «народный автомобиль». Будучи, по некоторым сведениям, одним из немногих близких личных друзей Гитлера, он убедил будущего фюрера в необходимости включения обещания «народного автомобиля» в его предвыборную программу. Ещё до прихода Гитлера к власти обратился к совету директоров Daimler-Benz с предложением помочь реализации «народного автомобиля», но не получил поддержки. После назначения Гитлера канцлером Германии в начале 1933 года всё изменилось, и в 1934 году Верлин стал членом совета директоров Daimler-Benz. С декабря 1932 года — член СС (№ 266883), с 1 мая 1933 года — член НСДАП (членский билет № 3208977). 
В 1938 году он вместе с Фердинандом Порше стал одним из руководителей проекта «народного автомобиля» (Volkswagen). 16 января 1942 года был назначен Гитлером генеральным инспектором фюрера по делам автотранспорта. В конце января 1942 года Верлин стал оберфюрером СС. В том же году он получил золотой партийный значок и стал почётным руководителем СС (нем. SS-Ehrenführer) при рейхсфюрере СС.
После поражения Германии во Второй мировой войне был интернирован американскими оккупационными войсками, находился в заключении с 1945 по 1949 годы. После освобождения был владельцем дилерских центров Daimler-Benz в Розенхайме и в Траунштайне.